# Nidhauli Kalan
Nidhauli Kalan is een nagar panchayat (plaats) in het district Etah van de Indiase staat Uttar Pradesh. 

## Demografie
Volgens de Indiase volkstelling van 2001 wonen er 7.500 mensen in Nidhauli Kalan, waarvan 55% mannelijk en 45% vrouwelijk is. De plaats heeft een alfabetiseringsgraad van 48%. 